# Austrosaropogon celaenops
Austrosaropogon celaenops là một loài ruồi trong họ Asilidae. Austrosaropogon celaenops được Daniels miêu tả năm 1991. Loài này phân bố ở miền Australasia.